# Qaysar FK Qızılorda
Qaysar FK Qızılorda (Kazachs Қайсар ФК Қызылорда) is een voetbalclub uit Qızılorda in Kazachstan.
De club werd in 1968 opgericht als FK Wolna Kzyl-Orda (Russisch ФК Волна Кзыл-Орда) in de zuidelijke vestingstad Kzyl-Orda (een Russische verbastering van het Kazachse Qızıl Orda, "Rood Leger(kamp)") en leek, zoals zoveel ploegen uit de Kazachse SSR, gedoemd om tot in lengte van jaren te spelen in de competitie van de Kazachse SSR, op dat moment het derde niveau in de USSR. Eén jaar na de oprichting werd de naam naar goed oud Sovjet-gebruik alweer veranderd en wel in: FK Avtomobilist Kzyl-Orda (Russisch ФК Автомобилист Кзыл-Орда); in 1973 noemde de club zich FK Orbita Kzyl-Orda (Russisch ФК Орбита Кзыл-Орда), maar in 1979 werd gekozen voor de naam FK Meliorator Kzyl-Orda (Russisch ФК Мелиоратор Кзыл-Орда). Deze naam bleef de club elf jaar trouw, maar in 1990 volgde weer een naamswijziging: FK Kaisar Kzyl-Orda ([[Russisch ФК Кайсар Қызылорда), een naam die na de onafhankelijkheid van Kazachstan verbasterd zou worden tot Qaysar FK Qızılorda (Kazachs Қайсар ФК Қызылорда).
De ploeg nam deel aan de eerste competitie, maar degradeerde in 1993 om twee jaar later weer terug te komen op het hoogste niveau. Sponsoren dwongen de club andermaal tot naamsveranderingen: Qaysar-Munay FK Qızılorda (Kazachs Қайсар-Мунай ФК Қызылорда]] in 1996 en Qaysar-Hurricane FK Qızılorda (Kazachs Қайсар-Hurricane ФК Қызылордау, inderdaad, gedeeltelijk met Latijnse letters) in 1997, maar in 2001 wordt de naam Qaysar FK Qızılorda in ere hersteld. In 1998 verliest de club de bekerfinale van Ertis FK Pavlodar met 2-1, maar omdat Ertis dat jaar de dubbel pakt, mag Qaysar FK Qızılorda Azië in. Dat kunststukje wordt een jaar later herhaald, als de club ditmaal de beker wel wint: na de 1-1-eindstand neemt Qaysar de strafschoppen beter dan tegenstander Vostok FK Öskemen. In 2004 degradeert de club weer naar de Pervoj-Liga, maar komt in 2005 meteen weer terug; in 2009 en 2012 volgen verdere degradaties, zodat de club in 2013 voor het vijfde seizoen in de Pervoj-Liga speelde.

## Erelijst
- Beker van Kazachstan

Winnaar: 1999, 2019
Finalist: 1998
- Winnaar van de Pervoj-Liga

1995, 2005, 2013

## Historie in dePremjer-Liga
| Jaar | Competitie   | Prestatie                                                                          | (Naam)                        |
| ---- | ------------ | ---------------------------------------------------------------------------------- | ----------------------------- |
| 1992 | Topdivisie   | 4de plaats in voorrondegroep B, 10de in de kampioensgroep                          |                               |
| 1993 | Topdivisie   | 12de plaats in voorrondegroep B, 21ste (9de) in de degradatiegroep en gedegradeerd |                               |
| 1994 | Topdivisie   |                                                                                    |                               |
| 1995 | Topdivisie   |                                                                                    |                               |
| 1996 | Topdivisie   | 7de plaats in de competitie                                                        | Qaysar-Munay FK Qızılorda     |
| 1997 | Topdivisie   | 8de plaats in de competitie                                                        | Qaysar-Hurricane FK Qızılorda |
| 1998 | Topdivisie   | 4de plaats in de competitie                                                        | Qaysar-Hurricane FK Qızılorda |
| 1999 | Topdivisie   | 5de plaats in de competitie                                                        | Qaysar-Hurricane FK Qızılorda |
| 2000 | Topdivisie   | 6de plaats in de competitie                                                        | Qaysar-Hurricane FK Qızılorda |
| 2001 | Topdivisie   | 11de plaats in de competitie                                                       |                               |
| 2002 | Superliga    | 11de plaats in de voorronde, 10de plaats in de eindronde                           |                               |
| 2003 | Superliga    | 13de plaats in de competitie                                                       |                               |
| 2004 | Superliga    | 16de plaats in de competitie en gedegradeerd                                       |                               |
| 2005 | Superliga    |                                                                                    |                               |
| 2006 | Superliga    | 15de plaats in de competitie                                                       |                               |
| 2007 | Superliga    | 10de plaats in de competitie                                                       |                               |
| 2008 | Premjer-Liga | 4de plaats in de competitie                                                        |                               |
| 2009 | Premjer-Liga | 13de plaats in de competitie en gedegradeerd                                       |                               |
| 2010 | Premjer-Liga |                                                                                    |                               |
| 2011 | Premjer-Liga | 12de plaats in de voorronde, 8ste (2de) plaats in de degradatiegroep               |                               |
| 2012 | Premjer-Liga | 9de plaats in de competitie en vrijwillig gedegradeerd                             |                               |
| 2013 | Pervoj-Liga  | kampioen                                                                           | Gepromoveerd                  |
| 2014 | Premjer-Liga | 6e plaats in de voorronde, 4e plaats in de kampioenschapsgroep                     |                               |
| 2015 | Premjer-Liga | 12e plaats in de voorronde, 6e plaats in de degradatiegroep                        | Gedegradeerd                  |
| 2016 | Pervoj-Liga  | 1e plaats in de voorronde, 1e plaats in de kampioenschapsgroep                     | Gepromoveerd                  |
| 2017 | Premjer-Liga | 6e plaats                                                                          |                               |
| 2018 | Premjer-Liga | 5e plaats                                                                          |                               |
| 2019 | Premjer-Liga | e plaats                                                                           |                               |

## Naamsveranderingen
Alle naamswijzigingen van de club op een rijtje:
| Jaar (Datum) | Nieuwe naam (Russisch: Nederlandse transcriptie) (Kazachs: Qaydar-transcriptie) | Nieuwe Russische naam (t/m 1991) | Nieuwe Kazachse naam (vanaf 1992) |
| ------------ | ------------------------------------------------------------------------------- | -------------------------------- | --------------------------------- |
| 1968         | FK Wolna Kzyl-Orda                                                              | ФК Волна Кзыл-Орда               |                                   |
| 1969         | FK Avtomobilist Kzyl-Orda                                                       | ФК Автомобилист Кзыл-Орда        |                                   |
| 1973         | FK Orbita Kzyl-Orda                                                             | ФК Орбита Кзыл-Орда              |                                   |
| 1979         | FK Meliorator Kzyl-Orda                                                         | ФК Мелиоратор Кзыл-Орда          |                                   |
| 1990         | FK Kaisar Kzyl-Orda                                                             | ФК Кайсар Қызылорда              |                                   |
| 1992         | Qaysar FK Qızılorda                                                             |                                  | Қайсар ФК Қызылорда               |
| 07/1996      | Qaysar-Munay FK Qızılorda                                                       |                                  | Қайсар-Мунай ФК Қызылорда         |
| 1997         | Qaysar-Hurricane FK Qızılorda                                                   |                                  | Қайсар-Hurricane ФК Қызылордау    |
| 2001         | Qaysar FK Qızılorda                                                             |                                  | Қайсар ФК Қызылордау              |

## Qaysar FK Qızılorda in Europa
Uitslagen vanuit gezichtspunt Qaysar FK Qızılorda
| Seizoen | Competitie    | Ronde | Land            | Club          | Totaalscore | 1e W    | 2e W | PUC |
| ------- | ------------- | ----- | --------------- | ------------- | ----------- | ------- | ---- | --- |
| 2020/21 | Europa League | 2Q    | Vlag van Cyprus | APOEL Nicosia | 1-4         | 1-4 (T) |      | 0.5 |

Zie ook
- Deelnemers UEFA-toernooien Kazachstan
- Ranglijst van alle clubs die in de diverse Europa Cups zijn uitgekomen

## Qaysar FK Qızılorda in Azië
- 1 = 1e ronde
- 2 = 2e ronde

| Seizoen   | Competitie           | Ronde | Land                  | Club                  | Score             |
| --------- | -------------------- | ----- | --------------------- | --------------------- | ----------------- |
| 1998/99   | AFC Cup Winners' Cup | Q     | Vlag van Turkmenistan | Nisa Aşgabat          | 1-1, 0-1          |
| 1999/2000 | AFC Cup Winners' Cup | 1     | Vlag van Tadzjikistan | Khuja Karim Gazimalik | 3-0, 0-3 4-3 (ns) |
|           |                      |       | Vlag van Oezbekistan  | Navbahor Namangan     | 2-2, 0-1          |

## Bekende (ex-)spelers
- Karim Fachtali
- Rimo Hunt
- Marjan Marković
- Maxim Tsigalko

## Tweede elftal
Onder de naam Qaysar-Jas FK Qızılorda was het tweede elftal actief in de Kazachse Eerste Divisie in de jaren 1997, 2003, 2004, 2006 en 2007: het Kazachse woord Jas betekent Jong. In 2010 duikt "Jong-Qaysar" op in de Tweede Divisie, maar trekt zich halverwege het seizoen alweer terug.
Aqtöbe ·
Astana ·
Atıraw ·
Elimai ·
Jeńis ·
Jetisu FK Taldıqorğan ·
Kairat ·
Oqjetpes FK Kökşetaw ·
Ordabası ·
Qaysar FK Qızılorda ·
Qyzyl-Jar ·
Tobyl ·
Turan FK ·
Ulıtaw FK Jezqazğan